# Варан (камуфляж)
Вара́н, також іноді Жаба — деформаційний військовий камуфляж, що використовується Збройними силами України з 2015 року.
Видається українським солдатам разом із літнім костюмом, кепкою «мазепинкою», панамою та чохлом для шолома, а також парою футболок та шортів.

## Історія
У 2012 році український військово-польовий бренд P1G-Tac зайнявся створенням свого нового універсального камуфляжу, поклавши в основу вивчення різних природних камуфляжних забарвлень тварин. Військовий камуфляж розроблявся для польового використання в степовій, лісостеповій та лісовій місцевості України в теплу пору року. Процес проєктування тривав приблизно один рік. Спочатку він був розроблений так, щоб добре поєднуватися зі степами Східної України. Вперше його представили публіці у 2014 році.
Цей зразок вперше надійшов на озброєння українських військових у липні 2015 року, коли 79-та десантно-штурмова бригада оголосила про прийняття цього зразка як стандартного зразка. Його випробували в бригаді протягом трьох місяців.
14 червня 2017 року Національне антикорупційне бюро та Спеціалізована антикорупційна прокуратура розпочали розслідування щодо того, чому Міністерство оборони України отримало неякісну форму від «Варан».

## Дизайн

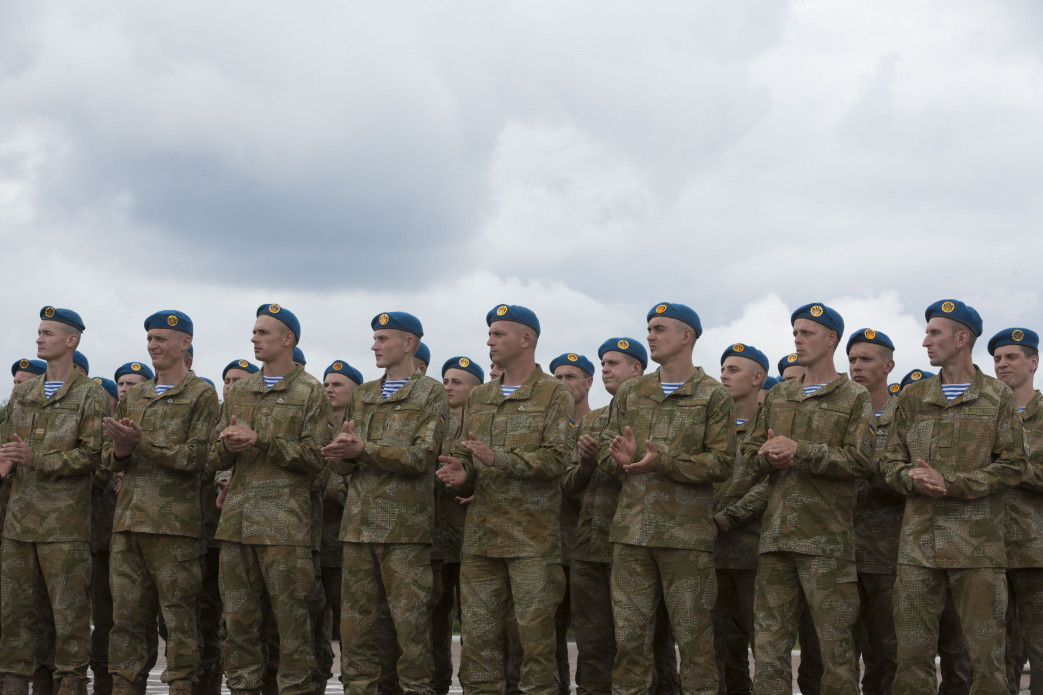
Десантники 95-ї ОДШБ у формі Варан. Житомир, 2016 р.

Варан був розроблений шістьма особами за наказом Міністра оборони України № 281/з.
Це п'ятиколірний природний камуфляжний візерунок, що використовує відтінки зеленого, коричневого та бежевого. Він спеціально розроблений для використання в посушливих, пустельних та лісових умовах.

## Користувачі
- Україна: використовується з 2015 року регулярними підрозділами Збройних сил України та деякими спецпідрозділами[5].